# Wittenborn
Wittenborn est une commune allemande du Schleswig-Holstein, située dans l'arrondissement de Segeberg (Kreis Segeberg), à cinq kilomètres à l'ouest de la ville de Bad Segeberg. Wittenborn fait partie de l'Amt Leezen qui regroupe douze communes autour de Leezen.